# Compaq

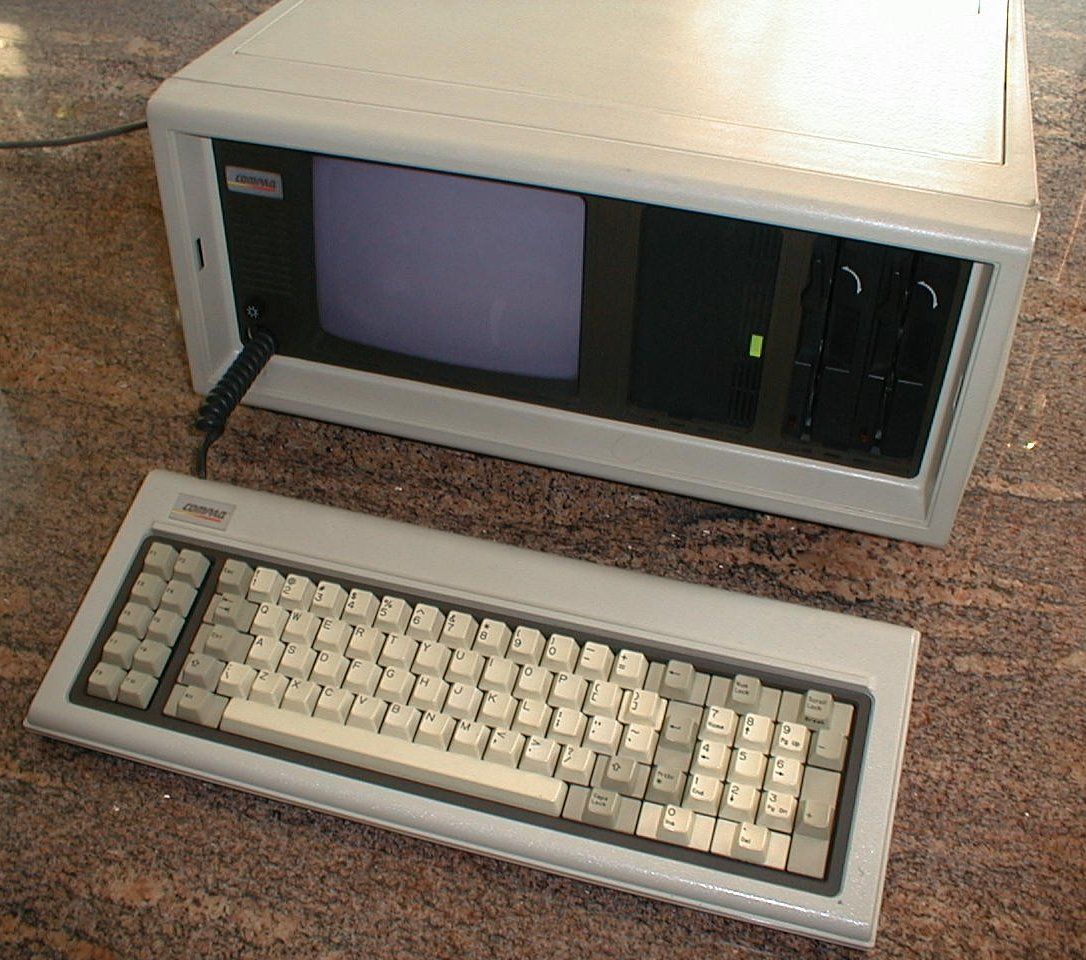
Compaq Portable primul calculator portabil compatibil IBM PC

Compaq Computer Corporation - companie de calculatoare din SUA, înființată în februarie 1982 de către Rod Canion, Jim Harris și Bill Murto. Produce mai ales calculatoare personale și laptop-uri.
În 1998 compania Compaq a preluat Digital Equipment Corporation.
În 2002, Compaq a fuzionat cu compania Hewlett-Packard.